# Joey Diaz
José Antonio Díaz (La Habana, 19 de febrero de 1963), conocido profesionalmente como Joey Diaz o CoCo Diaz, es un actor y comediante nacido en Cuba y nacionalizado estadounidense.

## Carrera
Luego de desempeñarse en el mundo del stand-up comedy a comienzos de la década de 1990 en los estados de Colorado y Washington, Diaz se trasladó a Los Ángeles en 1995 donde empezó a trabajar como actor, apareciendo en papeles de reparto en producciones como My Name Is Earl, The Longest Yard, Spider-Man 2 y Taxi.
En 2010 logró reconocimiento comercial con su aparición en el podcast The Joe Rogan Experience. Entre 2012 y 2020, Diaz presentó su propio podcast, titulado The Church of What's Happening Now. En octubre de 2020 inició una nueva producción similar, de nombre Uncle Joey's Joint.

## Filmografía

### Cine
- BASEketball (1998) – Juez
- You Got Nothin' (2002) – Charlie
- American Gun (2002)
- Another Bobby O'Hara Story... (2002) – Tommy Brando
- Analyze That (2002) – Ducks
- The Mezzos (2003) – Joey Mezzo
- Dickie Roberts: Former Child Star (2003)
- Back by Midnight (2004) – Jojo
- Spider-Man 2 (2004) – Pasajero en el tren
- Taxi (2004) – Freddy
- The Mafia Type (2004) – Big Al
- Endings (2005)
- Break a Leg (2005) – Productor
- Accidentally on Purpose (2005) – Geraldo
- The Longest Yard (2005) – Anthony "Big Tony" Cobianco
- A Fine Line (2006) – Bruno Scalise
- 18 Fingers of Death! (2006) – Sammy Delassandro
- Smiley Face (2007) – Guardia de seguridad
- White Pants (2007) – Entrenador Larkin
- The Dark Knight (2008) – Dueño del restaurante
- Boiler Maker (2008) – Enzo
- Redemption (2009) – Ritchie
- The Deported (2009) – Sheriff
- Stacy's Mom (2010) – Frankie
- The Russian (2010) – Frank
- Stonerville (2011) – Johnny Scarano
- My Dog's Christmas Miracle (2010) – Oficial
- Bucky Larson: Born to Be a Star (2011)
- Grudge Match (2013) – Mikey
- Rules Don't Apply (2016) – Mobster
- The Bronx Bull (2016) – Mickey
- The Many Saints of Newark (2021)

### Televisión
- Mad TV (2001)
- The Jamie Kennedy Experiment (2002)
- NYPD Blue (2002)
- Karen Sisco (2003)
- ER (2003)
- Cold Case (2004)
- Law & Order: Special Victims Unit (2004)
- How I Met Your Mother (2006)
- Everybody Hates Chris (2006)
- Murder 101: College Can Be Murder (2007)
- Alive N' Kickin' (2007)
- My Name Is Earl (2007)
- Frank TV (2007)
- One Hogan Place (2008)
- Wizards of Waverly Place (2008)
- My Life at 26 (2008)
- The Dog Who Saved Christmas (2009)
- The Dog Who Saved Christmas Vacation (2010)
- The Dog Who Saved Halloween (2011)
- Kickin' It (2012)
- The Dog Who Saved The Hollidays (2012)
- Brooklyn Nine-Nine (2013)
- The Dog Who Saved Easter (2014)
- TripTank (2014)
- Maron (2014–2016)
- The Dog Who Saved Summer (2015)
- I'm Dying Up Here (2018)
- The Midnight Gospel (2020)
- Big City Greens (2020)